# Nietzsche-Haus (Naumburgo)

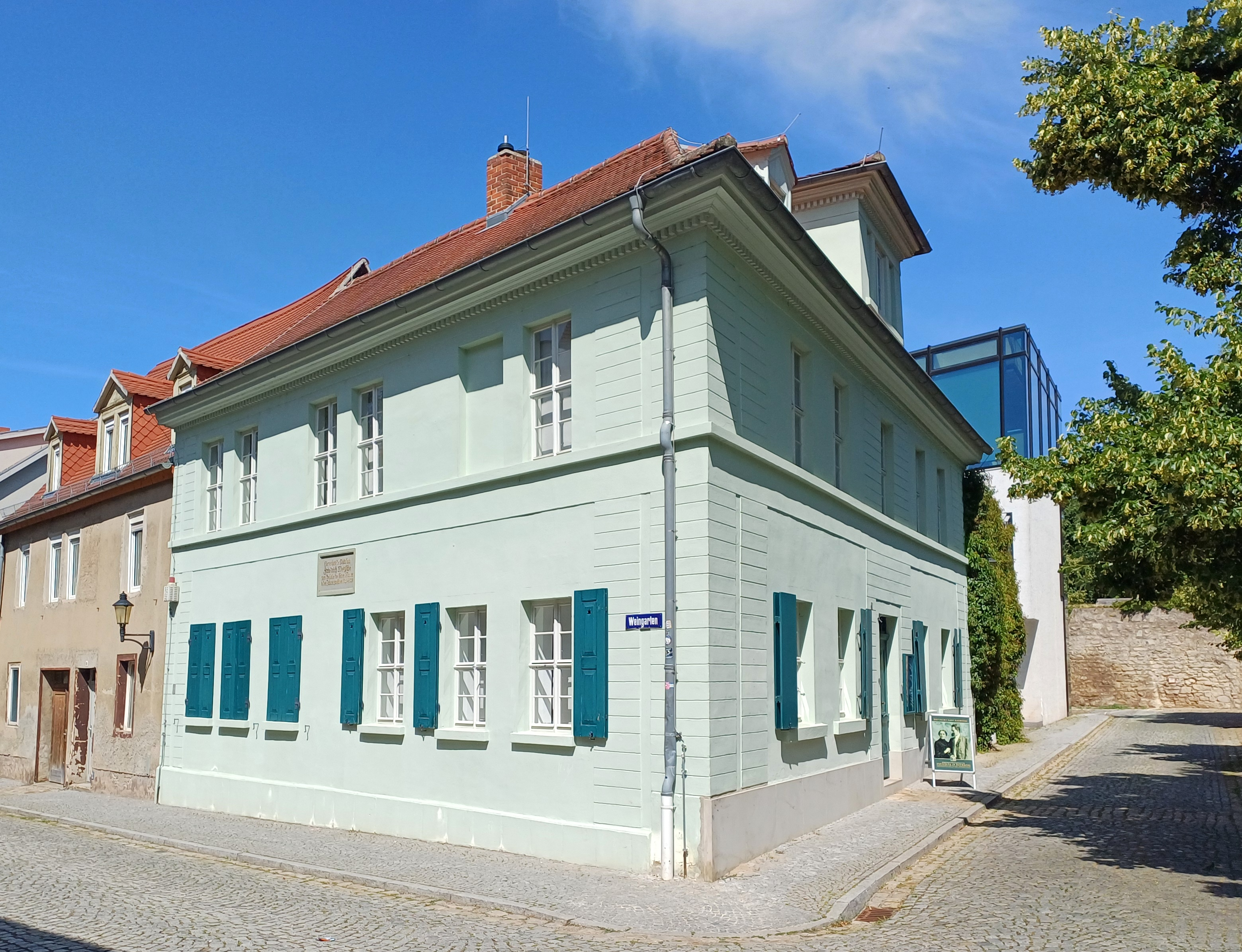
La Casa de Nietzsche (Nietzsche-Haus) en Naumburgo.

La Nietzsche-Haus (Casa de Nietzsche) en Naumburgo, Sajonia-Anhalt, Alemania, es un edificio dedicado a la vida y obra del filósofo alemán Friedrich Nietzsche
En el verano de 1858 la madre de Nietzsche, Franziska Nietzsche, se trasladó con sus dos hijos, Elisabeth y Friedrich, a Weingarten n. 335 (hoy n. 18) en Naumburgo, el lugar de la Nietzsche-Haus. Ella alquiló un apartamento amplio y luminoso en el piso superior. En 1878 compró la casa y continuó viviendo ahí hasta su muerte en 1897.
Desde 1994, la  Nietzsche-Haus ha estado abierto al público como un museo. En octubre del 2010, se abrió el Centro de Documentación sobre Nietzsche, dedicado a la investigación y al compromiso crítico sobre Nietzsche.